# Strelec (ozvezdje)
Strelec (latinsko Sagittarius, znak , Unicode ♐) je ozvezdje živalskega kroga in eno od 88 sodobnih ozvezdij, ki jih je priznala Mednarodna astronomska zveza. Bilo je tudi eno od Ptolemejevih 48 ozvezdij. Leži med Kačenoscem na zahodu in Kozorogom na vzhodu.
V Strelcu leži središče naše Galaksije (Strelec A*).

## Znana nebesna telesa v ozvezdju

### Zvezde
- Rukbat (α Sgr) [Alrami, Rucba, Rukba, Rukbat al Rami].
- Arkab Prior (β1 Sgr).
- Arkab Posterior (β2 Sgr).
- Alnasl (γ2 Sgr) [Alvazl, El Nasl, Nasl, Naš, Nušaba, Zudž al Nuššaba].
- Kaus Medius (δ Sgr) [Kaus Media, Kaus Meridionalis, Media].
- Kaus Australis  (ε Sgr).
- Askela (ζ Sgr) [Askella, Ascella].
- Sefdar  (η Sgr) [Ira Furoris].
- Kaus Borealis (λ Sgr).
- Polis (μ Sgr).
- Ain al Rami (ν Sgr).
- Nergal (ξ2 Sgr) [Neregal, Nirgal, Nirgali].
- Manubridž (ο Sgr) [Manubrij, Manubrium].
- Albaldah (π Sgr).
- Kapa (ρ1 Sgr) [Cappa].
- Nunki (σ Sgr) [Sadira, Pelag].
- Hekatebolus (τ Sgr) [Hekatebolos].
- Nanto (φ Sgr).
- Gliese 783, dvozvezdje, navidezni sij 5,31/11,5m, oddaljenost od Sonca 19,87 sv. l.
- HD 169830, planeta b in c.
- HD 179949, planet b.
- HD 187085, planet b.
- HD 190647, planet b.
- OGLE-2003-BLG-235/MOA-2003-BLG-53, planet b.
- OGLE-2006-BLG-109L, planeta b in c.
- OGLE-2005-BLG-169L, planet b.
- OGLE-TR-10, planet b.
- OGLE-TR-56, planet b.
- Ross 154, sedma najbližja zvezda.
- S2, kroži okrog supermasivne črne luknje Sgr A*.
- SWEEPS J175853.92−291120.6, planet SWEEPS-04.
- SWEEPS J175902.00-291323.7, planet SWEEPS-10.
- SWEEPS J175902.67−291153.5, planet SWEEPS-11.

Koordinati:  19h 00m 00s, −25° 00′ 00″